# Rula Jebreal

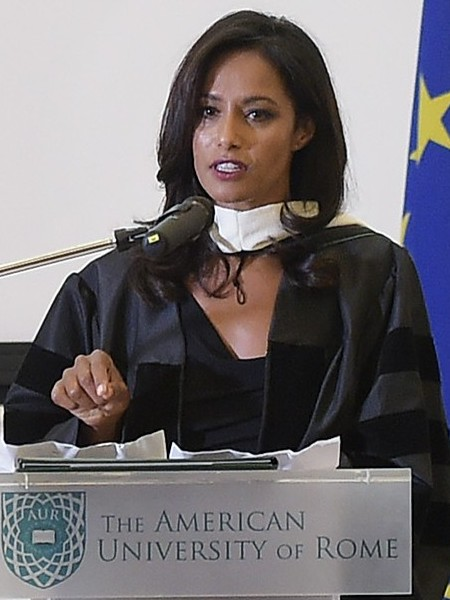
Rula Jebreal, 2017

Rula Jebreal (hebräisch רולא ג'בריל, arabisch رولا جبريل, DMG Rūlā Ǧabrīl; geb. 24. April 1973) ist eine palästinensische Journalistin, Autorin und Drehbuchautorin. Sie besitzt sowohl die israelische als auch die italienische Staatsangehörigkeit.

## Frühes Leben und Bildung
Jebreal wurde in Haifa als Tochter des nigerianischen Sufi-Imams Uthman Jebreal und ihrer palästinensischen Mutter Zakia geboren und wuchs in Jerusalem auf. Ihr Vater war Imam und Wächter der al-Aqsa-Moschee. Ihre Mutter, die in der Kindheit schwer misshandelt wurde, beging Selbstmord, indem sie sich im Meer ertränkte, als Rula Jebral fünf Jahre alt war.
Da ihr Vater befürchtete, sie und ihre Schwester Rania nicht mehr versorgen zu können, brachte er sie daher in das Dar-at-Tifl-Waisenhaus von Hind al-Husseini, wo Jebreal von 1978 bis 1991 lebte.
1993 erhielt sie ein Stipendium der italienischen Regierung für ein Studium an der Universität Bologna, wo sie ein Studium der Physiotherapie abschloss.

## Berufsleben

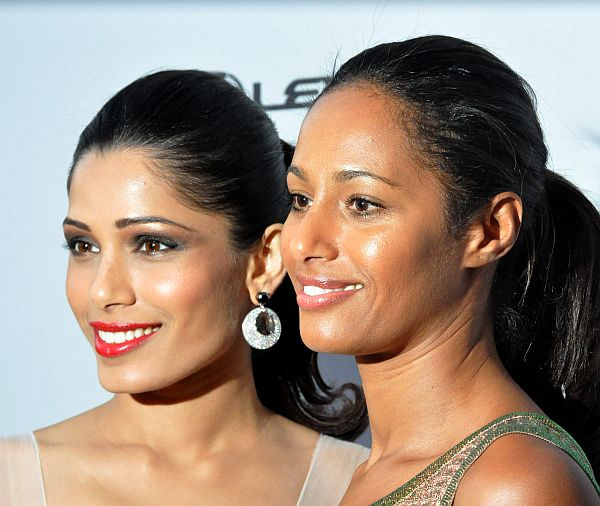
Freida Pinto und Rula Jebreal

### Journalismus
Jebreal arbeitete als Journalistin unter anderem 2006 mit Michele Santoro als Interviewerin der Politik-Sendung AnnoZero und als Kommentatorin für MSNBC.

### Bücher und Filme
2003 veröffentlichte Jebreal ihren ersten Roman Miral, in dem sie größtenteils autobiografisch über ihr Leben in Israel vor ihrem Studium in Italien sowie ihre Mutter und Hind al-Husseini berichtete. 2010 wurde der Roman von Julian Schnabel unter selbigem Titel verfilmt. Die Rolle der Miral / Rula Jebreal verkörperte die indische Schauspielerin Freida Pinto.

## Privatleben

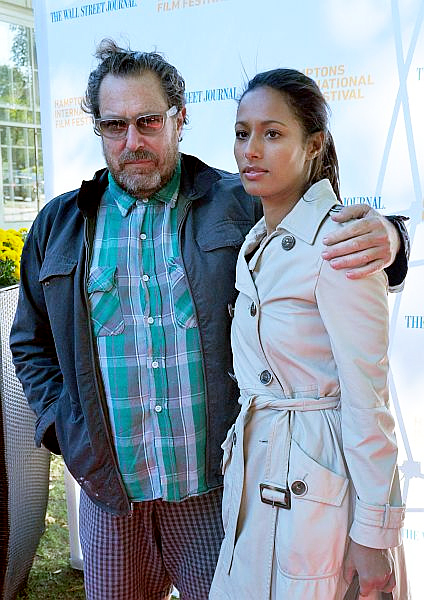
Rula Jebreal mit ihrem damaligen Lebensgefährten und Filmkollegen Julian Schnabel, 2010

Jebreal hat eine Tochter namens Miral aus einer Beziehung mit dem Künstler Davide Rivalta.
Von 2007 bis 2011 war Jebreal in einer Beziehung mit Julian Schnabel, der ihre Lebensgeschichte verfilmte.
2013 heiratete sie den Bankiersohn Arthur Altschul, Jr., ein Mitglied der Lehman-Familie. 2016 ließ sich das Paar scheiden und Jebreal begann eine Beziehung mit dem Musiker Roger Waters.
Jebreal spricht fließend Arabisch, Hebräisch, Englisch und Italienisch. Sie beschreibt sich selbst als „säkulare Muslimin“.